# Joseph-Marie-Prudent Lucas de Bourgerel
Joseph-Marie-Prudent, chevalier Lucas de Bourgerel (4 août 1762, Pluherlin - 7 mars 1847, La Rochelle), est un homme politique français.

## Biographie
Fils de Jean-Joseph Lucas de Bourgerel et avocat à Vannes, il devient, en 1788, membre de la communauté de la ville de Vannes, et, de novembre 1791 à octobre 1793, administrateur du département. 
Destitué et incarcéré d'octobre 1793 à novembre 1794, par ordre de Prieur de la Marne, comme fédéraliste, il est appelé, le 30 décembre 1795, aux fonctions d'accusateur public près le tribunal criminel du Morbihan, et reste à ce poste jusqu'en avril 1796. 
Élu député du Morbihan au Conseil des Cinq-Cents, le 24 germinal an V (11 avril 1797), il n'y prend la parole que pour combattre le projet de Delbreil relatif à l'annulation des congés et des exemptions militaires.
Éliminé au 18 fructidor (4 septembre), il adhère au coup d'État du 18 brumaire, et est nommé commissaire près le tribunal civil de Vannes le 12 floréal an VIII (2 mai 1800), puis, en l'an XI, commissaire du gouvernement près le tribunal criminel du Morbihan. 
Membre de la Légion d'honneur le 25 prairial an XII (14 juin 1804), procureur impérial à Vannes, il est créé chevalier de l'Empire le 23 juin 1810, et nommé, à la réorganisation des cours et des tribunaux, substitut près la cour et le parquet de Rennes, le 14 avril 1811. 
Le collège de département du Morbihan l'élut représentant à la Chambre des Cent-Jours, le 12 mai 1815. 
À la seconde Restauration, il rentre dans la vie privée.
Beau-frère de Louis-Hyacinthe Levesque, il est le beau-père de Vincent-Jean-Marie Caradec.

## Sources
- « Joseph-Marie-Prudent Lucas de Bourgerel », dans Adolphe Robert et Gaston Cougny, Dictionnaire des parlementaires français, Edgar Bourloton, 1889-1891 [détail de l’édition]